# Дефицит WNT4
Дефицит WNT4 — редкое генетическое заболевание, которое затрагивает только женщин. Оно приводит к недоразвитию, а иногда и полному отсутствию матки и влагалища. Дефицит WNT4 вызван мутациями гена WNT4. При этом заболевании в крови пациенток обнаруживается аномально высокий уровень андрогенов, что может послужить причиной развития вторичных мужских половых признаков, таких как рост волос на лице и груди по мужскому типу. У женщин с этим заболеванием отсутствуют менструальные циклы (первичная аменорея), но молочные железы развиваются по женскому типу. Дефицит WNT4 связан, но отличается от Синдрома Майера — Рокитанского — Кустера — Хаузера. У некоторых женщин, у которых был первоначальный диагноз МРКХ, в дальнейшем диагностируют дефицит WNT4. Большинство женщин с синдромом МРКХ не имеют генетических мутаций гена WNT4.
|                         | МРКХ/MURCS  | Атрезия влагалища | Дефицит WNT4               | АИС         |
| Верхняя часть влагалища | Отсутствует | Вариабельно       | Отсутствует                | Отсутствует |
| Матка                   | Отсутствует | Есть              | Отсутствует                | Отсутствует |
| Гонады                  | Яичники     | Яичники           | Маскулинизированный яичник | Тестикулы   |
| Развитие груди          | Нормальное  | Нормальное        | Нормальное                 | Нормальное  |
| Степень оволосения      | Нормальное  | Нормальное        | Нормальное                 | Частично    |
| Гиперандрогенизм        | Нет         | Нет               | Да                         | Нет         |
| Кариотип                | 46,XX       | 46,XX             | 46,XX                      | 46,XY       |

## Cимптомы
Сообщений о случаях дефицита WNT4 очень мало, что затрудняет оценку полного списка признаков и симптомов. Необходимо выявить больше случаев, чтобы получить лучший и всесторонний потенциальный спектр сопутствующих симптомов. Однако из случаев, которые были идентифицированы и с учетом механизма действия, были выявлены симптомы, которые были охарактеризованы как связанные с дефицитом WNT4:
- Нарушение менструального цикла (аменорея)
- Гениталии промежуточного типа (короткое влагалище, сильно недоразвитая или отсутствующая матка), но при этом нормальные признаки полового созревания, такие как развитие груди и оволосение лобка
- Бесплодие
- Трудности при попытках произвести половой акт/ боль во время полового акта
- Аномально высокий уровень андрогенов в крови (гиперандрогения)
- Акне и рост волос по мужскому типу, включая волосы на лице или груди (гирсутизм).
- Восприимчивость к инфекциям мочевыводящих путей и / или повешенная вероятность возникновения камней в почках

## Причины
Дефицит WNT4 — чрезвычайно редкое состояние. Точная причина до сих пор неизвестна из-за очень ограниченного количества случаев, зафиксированных по всему миру. Однако известно, что оно вызвано мутациями в гене WNT4. WNT4 — это секретируемый белок, кодируемый геном WNT4, который находится на 1-й хромосоме. Основная функция этого гена - способствовать формирования тела человека по женскому паттерну и подавлять развитие мужского паттерна. Ген WNT4 предоставляет инструкции по выработке определенного белка, который отвечает за формирование женской репродуктивной системы, почек и нескольких гормональных желез.
Белок WNT4 важен для регуляции формирования мюллеровых протоков, которые представляют собой структуры эмбриона, которые в конечном итоге разовьются в матку, маточные трубы, шейку матки и верхнюю часть влагалища. Следовательно, этот белок необходим для развития яичников и яйцеклеток.
Это состояние может быть вызвано мутацией в гене из-за случайного спонтанного события или может быть унаследовано как аутосомно-доминантный признак. Доминирующие генетические нарушения возникают, когда необходима только одна копия мутировавшего гена, чтобы отобразить его фенотипические качества. Согласно законам генетики, аномальный ген может быть унаследован от любого из родителей, и риск передачи гена от пораженного родителя будущему потомству составляет 50% независимо от пола потомства с учетом его доминантных свойств. Однако в этом случае невозможно унаследовать ген от матери, потому что они бесплодны. До сих пор неизвестно, может ли эта мутация быть унаследована от отца или она вызвана новыми мутациями в гене.

## Патофизиология
WNT4 — это секретируемый белок, кодируемый геном WNT4, который расположен на коротком плече 1-й хромосомы, и обозначается как (1p35). Точные функции белка гена WNT4 до конца не изучены, и необходимо провести дополнительные исследования, чтобы определить основной механизм действия, вызывающий симптомы, связанные с этим заболеванием.
Однако известно, что WNT4 представляет собой секретируемую молекулу, которая связывается с членами семейства рецепторов frizzled, что приводит к регуляции транскрипции генов-мишеней. Frizzled - это семейство атипичных рецепторов, сопряжённых с G-белком, которые служат рецепторами в сигнальных путях Wnt и других сигнальных путях. WNT4 продуцируется в овариальных соматических клетках и активирует ген DAX1, который, как известно, усиляет стероидогенный фактор1 ядерного рецептора, который в конечном итоге ингибирует стероидогенные ферменты.

## Диагностика
Дефицит WNT4 — врожденное состояние, которое обычно остается незамеченным до подросткового возраста, когда начинается период полового созревания и у людей с таким синдромом не начинаются менструации, из-за чего на приеме у врача может быть поставлен данный диагноз. Поскольку это состояние встречается крайне редко, дефицит WNT4 можно заподозрить только после проведения обширной клинической оценки, подробного анамнеза пациента и выявления характерных симптомов. Эти симптомы включают отсутствие или недоразвитие матки и / или влагалища в сочетании с обычными женскими внешними гениталиями.
Специальные методы визуализации, такие как ультразвук или магнитно-резонансная томография (МРТ), могут использоваться для просмотра изображений внутренних органов (матки, яичников и почек) для дальнейшего подтверждения дефицита WNT4. Кроме того, благодаря современной науке, молекулярно-генетический анализ может выявить любые мутации гена WNT4, чтобы подтвердить этот диагноз. Кариотипирование также может быть выполнено, чтобы исключить любые другие состояния, поскольку оно исследует целостность хромосомы в образце клеток. Женщина с дефицитом WNT4 будет иметь нормальный кариотип 46,XX, однако могут быть замечены отклонения в хромосомах.

### Связанные расстройства / Распространенные неправильные диагнозы
Диагноз дефицит WNT4 может быть неверно диагностирован, потому что есть другие состояния с очень похожими симптомами. Например синдром Майера-Рокитанского-Кустера-Хаузера, синдром полной нечувствительности к андрогенам или ассоциация MURCS.

## Профилактика / Лечение
Поскольку WNT4 является врожденным заболеванием и передается по аутосомно-доминантному типу, профилактики нет. Поскольку одним из основных признаков дефицита WNT4 является отсутствие матки, зачатие невозможно. Однако им могут быть доступны другие формы зачатия, поскольку у них есть функциональные яичники, но поскольку это заболевание имеет аутосомно-доминантный тип наследования, генетическое тестирование может быть предложено для предотвращения передачи гена.
С другой стороны, лечение все еще находится в стадии разработки, учитывая, что случаев зарегистрировано не так много, и в этих случаях серьезность диагноза различается. Однако, исходя из того, что известно, лечение дефицита WNT4 направлено на конкретные симптомы, которые проявляются у каждого человека индивидуально. Тем не менее, лечение потребует усилий группы специалистов, таких как педиатры, терапевты, гинекологи, нефрологи, эндокринологи, урологи, психиатры и многие другие.
- Психологическая помощь
- Генетическое тестирование
- Антибиотики для лечения рецидивирующих и частых ИМП
- Нехирургические методы, такие как бужирование, для увеличения глубины влагалища до требуемой длины
- Вагинопластика - это операция по созданию искусственного влагалища

## Прогноз
Из-за того, насколько редко встречается это заболевание, данные о прогнозе еще не определены. Однако, исходя из того, что известно, женщина, у которой диагностирован дефицит WNT4, может иметь потенциал прожить долгую жизнь. Однако этот диагноз действительно приводит к бесплодию, трудностям при половом акте, повторному появлению камней в почках и т.д. Что может означать, что сохранение хорошего качества жизни может быть трудным. Таким образом, трудности с принятием этого диагноза могут потребовать обширного консультирования и групповой терапии, чтобы принять другой образ жизни и приспособиться к нему.

## Эпидемиология
Дефицит WNT4 не имеет конкретных эпидемиологических данных из-за его редкости. Наиболее конкретные выявленные доказательства находятся в руках генетиков из-за их аутосомно-доминантного характера наследования и мутации, присутствующей на хромосоме 1. Однако нет никаких доказательств, демонстрирующих предпочтение населения, характер распределения, факторы риска, факторы окружающей среды и т.д.